# Fly (компанія)
Fly — британська компанія, що випускає мобільні телефони. Компанія заснована в 2002 році і має офіси у Великій Британії, Франції, Німеччині, Росії, Україні та Нігерії. Основний напрямок — телефони GSM. Головними ринками збуту для компанії є Росія, Україна та Індія. Штаб-квартира розташована в Лондоні.

## Історія
- грудень 2002 — Meridian Telecom Group. Головний офіс компанії знаходиться в Лондоні, Велика Британія.[3]
- червень 2003 — Представлені перші 3 моделі: S288, S588 і S688[4]
- 2006 — Робиться акцент на 3-х елементах: стиль, технології, функціональність[5]
- 2007 — Початок співпраці з Opera Software, результатом якого стала поява браузера  Opera на всіх телефонах бренду Fly.
  - Поява перших телефонів з двома активними сім-картами  Перший телефон Fly з двома активними сім-картами з'явився ще в далекому 2007 році, з Відтоді багато що змінилося, а технології вийшли на новий рівень ... [Архівовано 21 серпня 2015 у Wayback Machine.] .
- 2008 — За результатами бренд Fly увійшов до ТОП-5 мобільних брендів  Росії, а також зайняв велику частку ринку в Україні та в Казахстані.
  - Meridian Group купує WIZ4COM Technologies, для розробки дизайну для власних пристроїв.  Історія бренду Fly - Brand Report <! - Тема доданий ботом ->
- 7 вересня 2012 — Компанія оголосила, що відтепер всі мобільні телефони Fly будуть оснащені двома SIM-картами в режимі очікування.  Fly дарує більше свободи завдяки телефонам з подвійний SIM-картою (рос.). офіційний сайт Fly. Архів оригіналу за 20 квітня 2013. Процитовано 31 серпня 2015.
- 15 лютого 2013 - За результатами 2012 року компанія Fly вперше в  Росії стала третім за обсягами продажів постачальником мобільних телефонів і смартфонів, потіснивши на 4-е місце південнокорейську LG.  Телефоны Fly обігнали в Росії LG за популярністю (рос.). офіційний сайт Fly. Архів оригіналу за 16 квітня 2013. Процитовано 31 серпня 2015.
- Серпень 2013 - У Білорусі вперше сертифіковані телефони Fly. Перші "білі" продажу запустив мобільний оператор  МТС.  Fly вже в салонах МТС Білорусі [Архівовано 4 березня 2016 у Wayback Machine.]
- 20 серпня 2013 - Представлений новий флагман компанії - Fly IQ4412 Coral, проте він підтримує лише одну SIM-карту, хоча раніше компанія заявляла, що всі їхні смартфони будуть підтримувати 2 SIM. В оригіналі це Gionee Elife E5.
- Перший квартал 2014 року - Fly вийшла на друге місце по продажах смартфонів в Росії, витіснивши Apple і Nokia 2 014-mts.html Смартфони Fly в Росії популярніша iPhone і Nokia[недоступне посилання з червня 2019] Ринок смартфонів в Росії зростає за рахунок дешевих пристроїв [Архівовано 24 вересня 2015 у Wayback Machine.] .

## Виробництво
З моменту заснування і до 2008 року компанія не мала своїх виробничих потужностей, проте в 2008 році компанія придбала R & D-центр, що спеціалізується на дизайні:

Раніше ми працювали з уже готовими продуктами, ми трохи міняли дизайн і кастомізацію, а також працювали над локалізацією. Але тепер все змінилося, не так давно наша компанія купила французький R & D-центр, який раніше називався WIZ4COM і працював з багатьма великими виробниками. Наш новий R & D-центр буде розробляти власний дизайн апаратів Fly. Так як це чисто європейська компанія, то тепер ми в більшій мірі націлені на європейський ринок.

До 2009 року майже всі телефони Fly збираються на партнерських заводах. Спочатку телефони для Fly виготовляла компанія Bird і VK. Після того, як Bird був викуплений фірмою Sagem, телефони Fly стали замовляти у фірм Lenovo, Toshiba, Mitsubishi, ASUS та інших виробників.
В даний час основними виробниками телефонів Fly є компанії: Gionee, Lenovo Mobile Communication Technology Ltd, Inventec Corporation, TINNO Mobile, Beijing Techfaith R & D CO., LTD., Longcheer Tel co, Techain. Зазвичай це вже готові телефони, які вже виробляються, вони лише локалізуються для Fly і перепродаються нею. Тобто Fly не бере участі в розробці.

## Мобільні телефони

### Планшети
У 2011 році компанія Fly вперше випустила  планшет, що працює на базі операційної системи Android 2.2. - Fly Vision  Огляд планшета Fly Vision [Архівовано 27 березня 2015 у Wayback Machine.]
У 2013 році компанія розширила лінійку планшетів, додавши чотири нові пристрої - Fly IQ320, Fly Flylife 7, Fly Flylife 8, і потужну новинку Fly IQ360 3G на процесорі Samsung Exynos +4412

### Цифрові фотоапарати
На даний момент у компанії два фотоапарати: Fly DC800 Black і Fly DC810.

### GPS-навігатори
Під брендом Fly також випускається один GPS-навігатор: Fly GPS200.